# Apanteles anarsiae
Apanteles anarsiae är en stekelart som beskrevs av Faure och Alabouvette 1924. Apanteles anarsiae ingår i släktet Apanteles och familjen bracksteklar. Inga underarter finns listade i Catalogue of Life.